# نارسيس (قائد لموريكيوس)
نارسيس (باليونانية: Ναρσής)‏ كان قائدًا عسكريًا بيزنطيًا من أصل أرمني نشط في عهد الإمبراطورين موريكيوس وفوقاس في أواخر القرن السادس وأوائل القرن السابع الميلادي. تولى قيادة الجيش في بلاد ما بين النهرين بصفته قائد الجنود في الشرق تحت قيادة موريكيوس. جنبًا إلى جنب مع كسرى الثاني، حارب ضد المغتصب الساساني بهرام جوبين.
عندما أطاح فوقاس بموريكيوس واستولى على العرش، رفض نارسيس الاعتراف بالمغتصب. اثناء محاصرته من قبل قوات فوقاس في مدينة الرها، دعا نارسيس كسرى لمساعدته وأنقذته القوات الفارسية. حاول إنقاذ الموقف من خلال بعثة دبلوماسية، لكنه أُحرق حيًا في القسطنطينية على يد حكومة فوقاس بعد أن وُعد بالأمان.